# Kościół Nawiedzenia Najświętszej Maryi Panny „Wied Qirda” w Żebbuġ
Kościół Nawiedzenia świętej Elżbiety przez Najświętszą Maryję Pannę, zwany potocznie Kaplicą Nawiedzenia Wied Qirda (malt. Il-kappella tal-Viżitazzjoni ta’ Wied Qirda, ang. Chapel of Visitation Wied Qirda) – rzymskokatolicki kościół w Wied Qirda (co znaczy Dolina Zniszczenia) w Ħaż-Żebbuġ na Malcie.

## Historia
Nie wiadomo dokładnie, kiedy powstał pierwszy w tym miejscu kościół. Przypuszcza się, że było to w XVI wieku. Pietro Dusina, papieski wizytator na Malcie, zanotował w raporcie, że 2 lutego 1575 wizytował kościół Wied Qirda dedykowany Nawiedzeniu Matki Bożej. Zaznaczył też, że kościół miał jeden ołtarz i drewniane drzwi, lecz brak tam było podłogi i innych rzeczy do odprawiania modlitw; kościół nie miał też rektora.
Wszystko wskazuje na to, że oglądany dzisiaj kościół wybudował w 1675 za własne pieniądze przedstawiciel duchowieństwa Bartilmew Magro. Data ta wykuta jest na górnej części ramy okna ponad wejściem. Natomiast na nadprożu bocznych drzwi widoczna jest data 1678, co może sugerować rok oddania kościoła do użytku. Świątynia była w XVII i XVIII wieku bardzo poważana, odwiedzały ją rzesze wiernych. Była miejscowym sanktuarium, co potwierdzają relacje z wizyt duszpasterskich.

W 1703 fundator przygotował również w kościele miejsce pochówku dla siebie – grób pod podłogą nawy. Został tam pochowany po śmierci z ręki morderców 3 maja 1722, jak pokazuje inskrypcja.

## Architektura

### Wygląd zewnętrzny
Fasada kościoła ograniczona jest po bokach pilastrami w stylu doryckim z podniesioną entablaturą. Fasadę wieńczy przecięty fronton z krzyżem na szczycie. Drzwi są prostokątne, w takiejże ramie, zwieńczone wymyślnym frontonem. Poniżej niego kamienna wstęga z pierwszymi słowami hymnu Magnificat: Magnificat anima mea Dominum (Wielbi dusza moja Pana). Ponad drzwiami barokowe w stylu okno, z wykutą datą „1675”, dwa mniejsze, kwadratowe, po obu stronach wejścia, na niewielkiej wysokości. Przed kościołem sporej wielkości plac, otoczony wysokim murem. Boczna elewacja ma po bokach dwa pilastry, identyczne jak na fasadzie. W centralnej części boczne wejście, prostokątne w kształcie, zwieńczone prostym gzymsem. Z tyłu kościoła dzwonnica o dwóch łukach, dziś niestety już bez dzwonów.

### Wnętrze
Wnętrze kościoła ma plan prostokąta, sklepienie kolebkowe podzielone jest na kwadratowe pola. Oryginalnie apsydę oddzielały balaski ołtarzowe.

Ołtarz dźwiga retabulum skomponowane z dwóch spiralnych kolumn w stylu korynckim, podtrzymujących podniesioną entablaturę z dwoma aniołami. Ponad obrazem tytularnym trzeci putto trzyma centralnie umieszczony kartusz z napisem. Całą kompozycję wieńczy rzeźba gołębicy w promieniach, obrazująca Ducha Świętego. Po obu stronach ołtarza drzwi do zakrystii, zajmującej za ołtarzem całą szerokość budynku.

Obraz tytularny, znajdujący się dziś ze względów bezpieczeństwa w zakrystii kościoła parafialnego w Żebbuġ, jest dziełem siostry Marii de Dominicis, uczennicy Mattia Pretiego. Po lewej stronie nastawy ołtarzowej znajdował się obraz przedstawiający św. Bartłomieja, zaś po prawej obraz św. Jana od Krzyża. Na bocznych ścianach nawy w sześciu niszach obrazy przedstawiające św. Pawła, św. Annę, Matkę Boską Łaskawą, Ukrzyżowanie, stary obraz tytularny oraz statua św. Antoniego. Wszystkie oryginały zostały ze względów bezpieczeństwa zabezpieczone i zastąpione kopiami.
Nawiązując do znajdującej się w kaplicy figury św. Antoniego, z powodu wielkiego kultu tego świętego wśród lokalnych mieszkańców, świątynia była czasem nazywana kościołem św. Antoniego, chociaż oficjalnym jej wezwaniem jest Nawiedzenie Najświętszej Maryi Panny. W dawnych czasach przyjęło się przynoszenie nowo narodzonego dziecka przed wspomnianą figurę, aby święty je pobłogosławił.

## Prace konserwatorskie
Przez wiele lat kościół stał opuszczony i niszczejący, groził nawet zawaleniem. Wreszcie, w latach 2013–2014, doczekał się odrestaurowania, które nadzorował architekt Mario Ellul. Fasada przed odnowieniem była w opłakanym stanie, dziś wygląda znakomicie.
Prace renowacyjne były żmudne, przeprowadzone zostały z wielką delikatnością i uwagą z powodu wielu różnych dzieł sztuki znajdujących się w kościele, a także graffiti o historycznej wartości, znajdujące się na fasadzie, oraz samego otoczenia budynku.
Prace restauracyjne przebiegały w czterech fazach. W pierwszej fazie zajęto się dachem i fasadą świątyni. Druga faza objęła odnowę wnętrza kościoła, w tym wymianę instalacji elektrycznej oraz okna nad głównym wejściem. W fazie trzeciej odnowiono dzwonnicę, obie boczne oraz tylną elewację kościoła. W fazie ostatniej skoncentrowano się na odnowieniu fresków, grobu fundatora świątyni oraz marmurowej podłogi. Marmurowe balaski ołtarzowe zostały zdemontowane.
Od listopada 2014 prace zostały wstrzymane. Dotychczasowy koszt odnowienia kościoła wyniósł około 80 000 euro.

## Ochrona dziedzictwa kulturowego
Budynek kościoła umieszczony jest na liście National Inventory of the Cultural Property of the Maltese Islands pod nr. 2260.